# Функциональное тестирование
Функциональное тестирование — процесс обеспечения качества (QA) в рамках цикла разработки программного обеспечения, необходимый для проверки реализуемости функциональных требований, согласно спецификации тестируемого программного обеспечения. Функциональное тестирование проводится для оценки соответствия системы или компонента заданным функциональным требованиям.
Функциональное тестирование проводится по принципу черного ящика, в связи с чем функциональность ПО можно протестировать, не зная принципа его внутренней работы. Это снижает требования к тестировщикам в части знания языков программирования или конкретных аспектов реализации программного обеспечения.

## Типы функционального тестирования
Функциональное тестирование включает в себя следующие типы:
- Дымовой тест
- Проверка работоспособности
- Регрессионное тестирование
- Юзабилити-тестирование